# Brett Emerton
Brett Emerton (Bankstown, 1979. február 22. –) ausztrál labdarúgó, jelenleg a Blackburn Rovers játékosa.

## Statisztika
| Klub                | Szezon   | Bajnokság | Bajnokság | Bajnokság | Kupa *   | Kupa * | Kupa *   | UEFA     | UEFA | UEFA     | Összesen | Összesen | Összesen |
| Klub                | Szezon   | Mérkőzés  | Gól       | Gólpassz  | Mérkőzés | Gól    | Gólpassz | Mérkőzés | Gól  | Gólpassz | Mérkőzés | Gól      | Gólpassz |
| ------------------- | -------- | --------- | --------- | --------- | -------- | ------ | -------- | -------- | ---- | -------- | -------- | -------- | -------- |
| Feyenoord Rotterdam | 2001-02  | 25        | 6         | -         | -        | -      | -        | 7        | 0    | -        | 32       | 6        | -        |
| Feyenoord Rotterdam | 2002-03  | 33        | 3         | -         | -        | -      | -        | 9        | 0    | -        | 41       | 3        | -        |
| Blackburn Rovers    | 2003-04  | 37        | 2         | 12        | 1        | 0      | -        | 2        | 1    | -        | 40       | 3        | 12       |
| Blackburn Rovers    | 2004-05  | 37        | 4         | 4         | 7        | 1      | -        | 0        | 0    | 0        | 44       | 5        | 4        |
| Blackburn Rovers    | 2005-06  | 30        | 1         | 3         | 7        | 1      | -        | 0        | 0    | 0        | 37       | 2        | 3        |
| Blackburn Rovers    | 2006-07  | 34        | 0         | 3         | 7        | 0      | 1        | 6        | 0    | 0        | 47       | 0        | 4        |
| Blackburn Rovers    | [2007-08 | 2         | 0         | 0         | 0        | 0      | 0        | 2        | 0    | 0        | 4        | 0        | 0        |
| Összesen            | Összesen |           |           |           |          |        |          |          |      |          | 245      | 19       | 23       |

*FA Kupa, Liga Kupa és  FA Community Shield mérkőzések